# Waverley (LGA)
Waverley Municipal Council, of simpelweg Waverley Council, is een Local Government Area (LGA) in Australië in de staat New South Wales en behoort tot de agglomeratie van Sydney. Shire of Waverley telt 68.316 inwoners. De hoofdplaats is Waverley.